# Nana Mouskouri
Iōánna Moúschouri Embaixador(a) da boa vontade da UNICEF (em grego: Ιωάννα Μούσχουρη; Chania, Ilha de Creta, 13 de outubro de 1934), mundialmente conhecida como Nana Mouskouri (Nάνα Μούσχουρη), é uma cantora, ativista política e pacifista grega. Foi deputada da Grécia no Parlamento Europeu, de 1994 a 1999, através do Nova Democracia, o principal partido político de centro-direita de seu país. Desde a infância é chamada pela alcunha de "Nána" pelos seus familiares e amigos.
Famosa e consagrada no mundo todo, Nana tornou-se uma das cantoras com maior número de vendas em toda a história da música, com mais de 350 milhões de cópias vendidas. Conhecedora de várias línguas, ela gravou mais de 1500 canções em mais de 15 idiomas, incluindo grego, francês, inglês, alemão, neerlandês (holandês), italiano, espanhol, português, hebraico, galês, mandarim (chinês), japonês, corso, árabe e turco. Em dueto com o cantor e compositor Martinho da Vila, Nana gravou a canção Canta, Canta, Minha Gente, um dos grandes sucessos do músico brasileiro, que ela também já havia interpretado em outros idiomas.

## Biografia
Nascida na ilha de Creta, na Grécia, a família de Nana vivia na cidade de Chania, em Creta, onde o seu pai trabalhava como projecionista num cinema local. Sua mãe trabalhava no mesmo cinema onde o marido era funcionário.

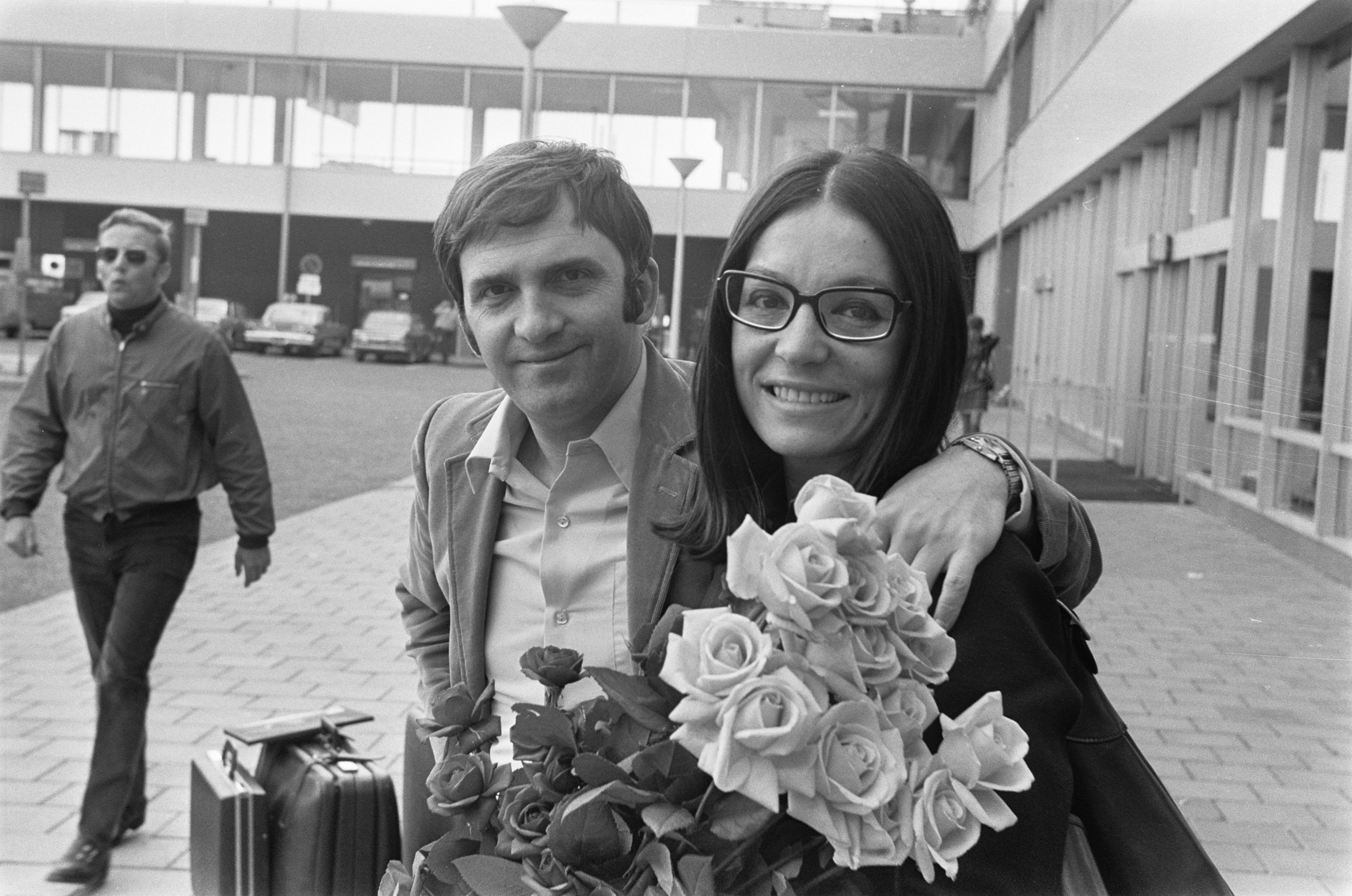
Nana Mouskouri em 1971 com seu então marido Yorgos Petsilas.

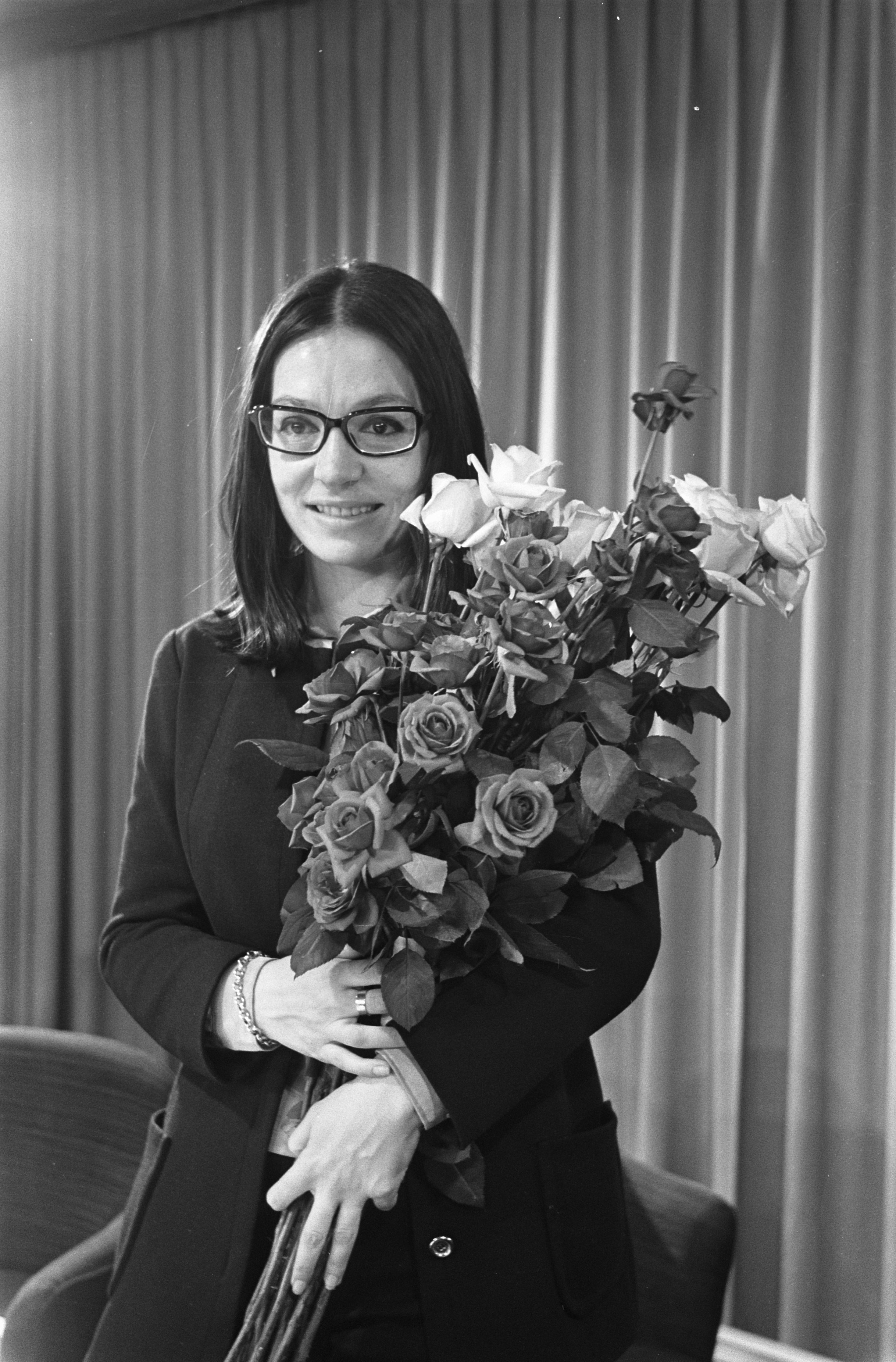
Nana em 1969.

Quando Nana completou três anos sua família mudou-se para Atenas. Seus pais trabalharam duro para mandar Nana e sua irmã mais velha, Lenny, para o famoso Conservatório de Atenas. Nana demonstrou possuir um talento musical excepcional aos 6 anos de idade, apesar de sua irmã ter parecido a mais talentosa das duas. Na verdade Nana possuía uma corda vocal mais grossa que a da irmã, o que contribuiu para sua voz única.
Sua infância foi marcada pela invasão nazista na Grécia. O pai de Nana tornara-se integrante do movimento da resistência ao nazismo em Atenas, e Nana começou a ter lições de canto aos 12 anos, porém, devido a ocupação nazi, sua família não mais possuía recursos para continuar a financiar as aulas. Sua professora, no entanto, por achar que Nana possuía um talento inigualável, ofereceu-se para continuar a dar as aulas sem pagamento algum. Em 1950, Nana foi aceita no conservatório. Na década seguinte, Nana tornaria-se uma das mais promissoras artistas em todo o mundo, tendo depois consagrado-se como uma das melhores e mais bem-sucedidas intérpretes musicais em todo o planeta.
Em 2018, ano em que completa 84 anos, Nana lança o álbum Forever Young ("Para sempre jovem"). Uma das faixas de destaque é a versão original de Salma Ya Salama, em árabe, gravada em homenagem à amiga Dalida (1933-1987), que completaria 85 anos caso estivesse viva (Dalida fizera de Salma Ya Salama um dos maiores sucessos de sua carreira, em 1978).

## Discografia parcial
- Nana Mouskouri Canta canciones populares griegas (1960)
- I megales epitichies tis Nana Mouskouri (1961)
- Ta prota mas tragoudia (1961)
- The White Rose of Athens (1961)
- The Girl From Greece Sings (1962)
- Roses Blanches de Corfu (1962)
- Ce Soir A Luna Park (1962)
- Crois-Moi ça durera (1962)
- Un homme est venu (1963)
- Sings Greek Songs-Never On Sunday (1963)
- Celui Que j'aime (1964)
- The Voice of Greece (1964)
- Chante en Grec (1965)
- Nana Mouskouri et Michael Legrand (1965)
- Griechische Gitarren mit Nana Mouskouri (1965)
- Nana Mouskouri in Italia (1965)
- Nana's Choice (1965)
- Nana Sings (1965)
- An Evening with Belafonte/Mouskouri (1966)
- Le Coeur trop tendre (1966)
- Strasse der hunderttausend Lichter (1966)
- Nana Mouskouri in Paris (1966)
- Moje Najlepse grcke pesme -Yugoslavia- (1966)
- Pesme Moje zemlje -Yugoslavia- (1966)
- Un souvenir du congres (1967)
- Nana Mouskouri à'lOlympia (1967)
- Showboat (1967)
- Chants de mon pays (1967)
- Singt Ihre Grossen Erfolge (1967)
- Le Jour où la Colombe (1967)
- Nana (1968)
- What now my love (1968)
- Une soirée avec Nana Mouskouri (1969)
- Dans le soleil et dans le vent (1969)
- Over and Over (1969)
- The exquisite Nana Mouskouri (1969)
- Mouskouri International (1969)
- Grand Gala (1969)
- Verzoekprogramma (1969)
- Le Tournesol (1970)
- Nana Recital 70 (1970)
- Sings Hadjidakis (1970)
- Turn On the sun (1970)
- Bridge Over troubled water (1970)
- My favorite Greek songs(1970)*
- After Midnight (1971)
- A Touch of French (1971)
- Love story (1971)
- Pour les enfants (1971)
- Comme un soleil (1971)
- A place in my heart (1971)
- Chante la Grèce (1972)
- Lieder meiner Heimat (1972)
- Xypna Agapi mou (1972)
- Christmas with Nana Mouskouri (1972)
- British concert (1972)
- Une voix… qui vivent du coeur (1972)
- Presenting…Songs from her TV series (1973)
- Vieilles Chansons de France (1973)
- Chante Noël (1973)
- Day is Done (1973)
- An American album (1973)
- Nana Mouskouri au théatre des champs-Elysées (1974)
- Que je sois un ange… (1974)
- Nana's Book of Songs (1974)
- The most beautiful songs (1974)
- Adieu mes amis (1974)
- Le temps des cerises (1974)
- If You Love me (1974)
- The magic of Nana Mouskouri (1974)
- Sieben Schwarze Rosen (1975)
- Toi qui t'en vas (1975)
- Träume sind Sterne (1975)
- At The Albert Hall (1975)
- Quand tu chantes (1976)
- Die Welt ist voll Licht (1976)
- Lieder die mann nie vergisst (1976)
- Nana in Holland (1976)
- Songs of the British isles (1976)
- Love goes on (1976)
- Quand Tu Chantes(1976)
- An Evening with Nana Mouskouri (1976)
- Ein Portrait (1976)
- La récréation (1976)
- Passport (1976)
- Une voix (1976)
- Alleluia (1977)
- Glück ist wie ein Schmetterling (1977)
- Star für Millionen (1977)
- Geliebt und bewundert (1977)
- Lieder, die die Liebe schreibt (1978)*
- Nouvelles chansons de la Vieille France (1978)
- Les enfants du Pirée (1978)
- Roses and Sunshine (1979)
- Vivre au Soleil (1979)
- Sing dein Lied (1979)
- Kinderlieder (1979)
- Come with me (1980)
- Vivre avec toi (1980)
- Die stimme in concert (1980)
- Wenn ich träum (1980)
- Alles Liebe (1981)
- Je Chante Avec Toi, Liberté (1981)
- Ballades (1982)
- Song for liberty (1982)
- Farben (1983)
- Quend on revient (1983)
- La dame de coeur (1984)
- Athina (1984)
- I endekati entoli (1985)
- Ma vérité (1985)
- Alone (1985)
- Libertad (1986)
- Kleine Wahrheiten (1986)
- Tu m'oublies (1986)
- Why Worry? (1986)
- Only Love (1986)
- Love Me Tender (1987)
- Tierra Viva (1987)
- Du und Ich (1987)
- Par amour (1987)
- Classique (1988)
- A voice from the heart (1988)
- Concierto en Aranjuez (1989)
- Tout Simplement 1&2 (1989)
- Weinachts Lieder (1989)
- Taxidotis (1990)
- Gospel (1990)
- Only Love: The Best of Nana Mouskouri (1991)
- Nuestras canciones 1&2 (1991)
- Am Ziel meiner Reise (1991)
- Côté Sud - Côté Coeur (1992)
- Hollywood (1993)
- Falling in Love again (1993)
- Dix mille ans encore (1994)
- Agapi in'i zoi (1994)
- Nur ein Lied (1995)
- Nana Latina (1996)
- Hommages (1997)
- Return to Love (1997)
- The Romance of Nana Mouskouri (1997)
- Concert for peace (1998)
- Chanter la vie (1998)
- As time goes by (1999)
- The Christmas Album (2000)
- Erinnerungen (2001)
- Songs the whole world loves (2001)
- Fille du soleil (2002)
- Un bolero Por Favor (2002)
- Ode to Joy (2002)
- Nana Swings (2003)
- Ich hab'gelacht, ich hab'geweint (2094)
- L'Integrale/Collection-34 CD Box Set (2004)
- A Canadian Tribute (2004)
- I'll Remember You (2005)
- Complete English Works/Collection-17 CD Box Set (2005)
- Moni Perpato (2006)
- Le Ciel est Noir - les 50 plus belles chansons (3 CD) (2007)
- The Ultimate Collection (2007)
- Les 100 plus belles chansons (5 CD) (2007)